# Maria Wolfsberger
Maria Wolfsberger (* 1973 in Roitham am Traunfall, Österreich) ist eine in Deutschland lebende österreichische Organistin, Kantorin und Ordensschwester mit Ordensnamen Sr. Maria Wolfsberger MC (MC = Missionarinnen Christi). Seit 2023 ist sie als Noviziatsleiterin für die Missionarinnen Christi in München tätig.
Sie war freiberufliche Organistin, Dozentin am Kirchenmusikalischen Seminar der Evangelischen Hochschule für Kirchenmusik Halle für Orgel, Musiktheorie, Gehörbildung (klassische Ausbildung) sowie für Musiktheorie und Geschichte des Jazz/Rock/Pop, Orgelsachverständige als auch Leiterin zweier Kantoreien in Leipzig (Kirchgemeinden St. Petri & Betlehem sowie Probstheida) und Geistliche Begleiterin.

## Werdegang
Maria Wolfsberger hat von 1992 bis 1997 ein Doppelstudium mit Diplom an der Salzburger Universität Mozarteum absolviert – sie studierte Klavierpädagogik mit Schwerpunkt Jazz- und Popularmusik sowie Lehramt Musikerziehung und Französisch. Im Jahr 2009 erhielt sie das Kirchenmusik-A-Diplom an der Evangelischen Hochschule für Kirchenmusik Halle (Saale), 2012 das Orgeldiplom (Künstlerisches Aufbaustudium Orgel) an derselben Institution.
Von 2013 bis 2018 war Wolfsberger Korrepetitorin und Stimmbildnerin des Bachchors Leipzig. Sie gestaltete regelmäßig Vertretungsdienste an Sachsens größter Orgel in St. Nikolai in Leipzig. Von Januar 2019 bis Februar 2020 war sie dort Hauptorganistin und auch für die Organisation der Kirchenmusik zuständig. Seit März 2020 übernahm sie wieder Vertretungsdienste an St. Nikolai. Seit dem Weggang von Nikolaikantor Lucas Pohle im April 2021 war sie erneut für die Orgel und die Organisation der Kirchenmusik an St. Nikolai zuständig. 
Seit September 2020 unterrichtete Wolfsberger im neuen Studiengang „Jazz-Rock-Pop“ die Fächer Musiktheorie, Gehörbildung und Geschichte des Jazz-Rock-Pop am C-Seminar der Evangelischen Hochschule für Kirchenmusik in Halle (Saale). 
Wolfsberger hatte eine rege Konzerttätigkeit im In- und Ausland sowie Rundfunk- und CD-Aufnahmen. Sie befasste sich auch mit experimenteller Musik sowie Orgelimprovisationen zu Stummfilmen; gelegentlich im Trio mit Pipa und Perkussion.
Wolfsbergers Instrument ist neben der Orgel die chromatische Mundharmonika. Sie war mit diesem Instrument seit 1988 international bei Konzerten beteiligt. So wurde Wolfsberger mehrfach erste Preisträgerin in chromatischer Mundharmonika (Solo) bei internationalen Wettbewerben in Holland, den USA und Deutschland. Hinzu kamen eine Japan-Tournee sowie TV-, Rundfunk- und Fernsehaufnahmen. Sie erhielt ein Leistungsstipendium des Landes Oberösterreich und war Jurymitglied bei Wettbewerben in Frankreich und Deutschland.
Sie engagierte sich für die Förderung der Mundharmonika in zeitgenössischer Musik und arbeitete mit Komponisten für zahlreiche Uraufführungen zusammen. Wolfsberger gab Konzerte bei Festivals für zeitgenössische Musik, so etwa bei «Aspekte» Salzburg, «Dahoam» Oberösterreich und «String» Salzkammergut.
2020 gründete Wolfsberger mit dem österreichischen Gitarristen Siegfried Steinkogler «ChromoCordia», das Duo gab sein Debütkonzert im September 2020 in Leipzig.
Im Jahr 2023 hat Maria Wolfsberger Leipzig verlassen – Grund ist ihre Berufung als Noviziatsleiterin für die Missionarinnen Christi in München, wo sie für die Ausbildung der angehenden Ordensfrauen zuständig ist.

## Veröffentlichungen
Zu Wolfsbergers CD-Produktionen gehören «Mahabri», «Harmonica Quartett Austria», «Painted Harmony» und «Die neue Mundharmonika».

## Varia
- Maria Wolfsberger war seit 2017 Orgelsachverständige für die Evangelisch-Lutherische Landeskirche Sachsens.[5]
- Schwester Maria Wolfsberger MC ist Mitglied der katholischen Gemeinschaft der Missionarinnen Christi (MC), sie lebte mit drei Mitschwestern von 2004 bis 2023 in Leipzig.